# Get Sexy
Get Sexy – piosenka electropop stworzona przez Christophera Fairbrassa, Richarda Fairbrassa, Phillipa Lawrence’a, Ari Levine, Roberta Manzoliego i Bruna Marsa na siódmy album studyjny brytyjskiego girlsbandu Sugababes, Sweet 7 (2010). Wyprodukowany przez The Smeezingtons, utwór wydany został jako pierwszy singel promujący krążek dnia 7 lipca 2009 w systemie airplay. Piosenka jest pierwszym singlem w karierze zespołu, który nie zawiera strony B. „Get Sexy” to ostatni singel zespołu nagrany z udziałem Keishy Buchanan.

## Informacje o singlu
Singel miał premierę dnia 7 lipca 2009 w programie Scott Mills Show anteny radia BBC Radio 1. W wywiadzie udzielonym podczas trwania audycji wokalistki wyznały, że producentem singla są The Smeezingtons, którzy współpracują również z Alexandrą Burke, zwyciężczynią The X Factor nad jej nadchodzącym krążkiem.
Utwór zyskał głównie pozytywne opinie od profesjonalnych recenzentów muzycznych. Portal muzyczny Popjustice, po okrzyknięciu „Get Sexy” jako piosenki dnia 8 lipca 2009, opisał kompozycję jako „dobitnie eksplodujący singel pop, jednak nie tak śmiały jak mogłoby się wydawać. Mimo to utwór nigdy nie powinien zostać nazwany jako przeciętny”. NME pozytywnie zareagował na powrót Sugababes, uzasadniając swoją opinię, iż „ten utwór, który absurdalnie i z wielkim impetem uzależnia, dał zapomnienie żałosnemu „Girls”. Witryna internetowa Digital Spy wydała pozytywną recenzję na temat piosenki, okrzykując „Get Sexy” jako „prawdopodobnie najbardziej taneczną piosenkę od czasu „Red Dress”. Recenzent pochwalił również zespół za „świetną zmianę brzmienia muzycznego z typowo popowego na urban z elementami hip-hopu, który może zyskać sukces. Dla Sugababes, po dziesięciu latach od pierwszego singla na listach, ta piosenka z pewnością nie zakończy dobrej passy grupy”. Portal skrytykował jednak liryczną stronę kompozycji, przyznając że „słowa zwrotek i przejść zupełnie nie pasują do słów z refrenu”.

## Teledysk
Teledysk do singla reżyserowany był przez Emila Navę i premierę miał dnia 30 lipca 2009 za pośrednictwem witryny internetowej Popjustice. Telewizyjna premiera klipu odbyła się dnia 1 sierpnia 2009 na brytyjskim kanale 4Music. Videoclip ukazuje wokalistki w różnych miejscach, każdej odpowiednio przypisane; Amelle w klatce, Heidi w pokoju pełnym luster z efektami świetlnymi oraz Keishę pozującą na kanapie. Podczas trwania teledysku ukazane są sceny prezentujące artystki za ścianą, na którą pada światło w różnych kolorach oraz w ciemnym pomieszczeniu, gdzie każda z wokalistek związana jest łańcuchami, które plotą je razem. Finalne ujęcie prezentuje zespół tańczący w pokoju, który zdobi graffiti.

## Listy utworów i formaty singla
Brytyjski CD singel
1. „Get Sexy” (Wersja singlowa)
2. „Get Sexy” (Max Sanna & Steve Pitron Mix)
3. „Get Sexy” (Bitrocka Remix)
4. „Get Sexy” (Superbass Vocal Mix)

Brytyjski singel digital download
1. „Get Sexy” (Wersja singlowa)
2. „Get Sexy” (Edycja radiowa)
3. „Get Sexy” (Max Sanna & Steve Pitron Mix)
4. „Get Sexy” (Bitrocka Remix)
5. „Get Sexy” (Superbass Vocal Mix)

Międzynarodowy singel iTunes Store
1. „Get Sexy” (Wersja singlowa)
2. „Get Sexy” (Edycja radiowa)
3. „Get Sexy” (Max Sanna & Steve Pitron Mix)
4. „Get Sexy” (Bitrocka Remix)
5. „Get Sexy” (Superbass Vocal Mix)
6. „Get Sexy” (Hadouken! Remix)

## Pozycje na listach
| Lista przebojów (2009)       | Najwyższa pozycja |
| ---------------------------- | ----------------- |
| Australia ARIA Singles Chart | 76                |
| Belgia Singles Chart         | 21                |
| Irlandia Singles Chart       | 3                 |
| Niemcy Singles Chart         | 41                |
| Szwecja Singles Top 60 Chart | 42                |
| UK Singles Chart             | 2                 |
| United World Chart           | 34                |

## Daty wydania
| Region          | Data             | Wytwórnia       | Format           |
| --------------- | ---------------- | --------------- | ---------------- |
| Wielka Brytania | 30 sierpnia 2009 | Universal Music | digital download |
| Wielka Brytania | 31 sierpnia 2009 | Universal Music | CD singel        |
| Australia       | 25 września 2009 | Universal Music | digital download |
| Niemcy          | 6 listopada 2009 | Universal Music | CD singel        |